# Juliet Rhys-Williams
Lady Juliet Rhys-Williams (Epping, 17 dicembre 1898 – Holborn, 18 settembre 1964) è stata un'economista e politica britannica, accreditata come la prima ad aver utilizzato l'espressione "imposta negativa sul reddito", nel contesto di dibattiti politici britannici.
Nel 1944 ha sviluppato un sistema per la riforma dell'imposta sul reddito che è stata adottata dal Partito Liberale ed ha prodotto un opuscolo che descrive questa imposta. Nel 1950 ha affinato il sistema in modo che l'imposta sul reddito e sicurezza sociale sono stati entrambi affrontati. [E. L. Forget]

## Ascendenza
|                            |                   |                                            | Genitori                |  |  | Nonni |  |  | Bisnonni            |  |  | Trisnonni   |  |
|                            |                   |                                            |                         |  |  |       |  |  | Thomas Clayton Glyn |  |  | Thomas Glyn |  |
|                            |                   |                                            |                         |  |  |       |  |  | Thomas Clayton Glyn |  |  | Thomas Glyn |  |
|                            |                   | Henrietta Elizabeth Sackville Hollingberry |                         |  |  |       |  |  | Thomas Clayton Glyn |  |  |             |  |
| Clayton William Feake Glyn |                   |                                            |                         |  |  |       |  |  | Thomas Clayton Glyn |  |  |             |  |
|                            |                   | Jemima Julia Hammond                       | William Hammond         |  |  |       |  |  |                     |  |  |             |  |
|                            |                   | Jemima Julia Hammond                       | William Hammond         |  |  |       |  |  |                     |  |  |             |  |
|                            |                   | Jemima Julia Hammond                       | Elizabeth Boys Beauvoir |  |  |       |  |  |                     |  |  |             |  |
| Clayton Louis Glyn         |                   | Jemima Julia Hammond                       |                         |  |  |       |  |  |                     |  |  |             |  |
|                            |                   | Thomas Perry                               | …                       |  |  |       |  |  |                     |  |  |             |  |
|                            |                   | Thomas Perry                               | …                       |  |  |       |  |  |                     |  |  |             |  |
|                            |                   | Thomas Perry                               | …                       |  |  |       |  |  |                     |  |  |             |  |
| Mary Jane Perry            |                   | Thomas Perry                               |                         |  |  |       |  |  |                     |  |  |             |  |
|                            |                   | …                                          | …                       |  |  |       |  |  |                     |  |  |             |  |
|                            |                   | …                                          | …                       |  |  |       |  |  |                     |  |  |             |  |
|                            |                   | …                                          | …                       |  |  |       |  |  |                     |  |  |             |  |
| Juliet Glyn                |                   | …                                          |                         |  |  |       |  |  |                     |  |  |             |  |
|                            | Edward Sutherland | Andrew Sutherland                          |                         |  |  |       |  |  |                     |  |  |             |  |
|                            | Edward Sutherland | Andrew Sutherland                          |                         |  |  |       |  |  |                     |  |  |             |  |
|                            | Edward Sutherland | Frances Bucknor                            |                         |  |  |       |  |  |                     |  |  |             |  |
| Douglas Sutherland         | Edward Sutherland |                                            |                         |  |  |       |  |  |                     |  |  |             |  |
|                            |                   | Christiana Daubuz Coffin                   | James Coffin            |  |  |       |  |  |                     |  |  |             |  |
|                            |                   | Christiana Daubuz Coffin                   | James Coffin            |  |  |       |  |  |                     |  |  |             |  |
|                            |                   | Christiana Daubuz Coffin                   | Jean Hamilton Walker    |  |  |       |  |  |                     |  |  |             |  |
| Elinor Sutherland          |                   | Christiana Daubuz Coffin                   |                         |  |  |       |  |  |                     |  |  |             |  |
|                            |                   | Thomas Saunders                            | …                       |  |  |       |  |  |                     |  |  |             |  |
|                            |                   | Thomas Saunders                            | …                       |  |  |       |  |  |                     |  |  |             |  |
|                            |                   | Thomas Saunders                            | …                       |  |  |       |  |  |                     |  |  |             |  |
| Elinor Saunders            |                   | Thomas Saunders                            |                         |  |  |       |  |  |                     |  |  |             |  |
|                            |                   | Lucy Ann Willcocks                         | Richard Willcocks       |  |  |       |  |  |                     |  |  |             |  |
|                            |                   | Lucy Ann Willcocks                         | Richard Willcocks       |  |  |       |  |  |                     |  |  |             |  |
|                            |                   | Lucy Ann Willcocks                         | Lucy                    |  |  |       |  |  |                     |  |  |             |  |
|                            |                   | Lucy Ann Willcocks                         |                         |  |  |       |  |  |                     |  |  |             |  |

| Controllo di autorità | VIAF (EN) 161602200 · ISNI (EN) 0000 0001 1457 672X · LCCN (EN) no97043171 |